# Syvkamp (atletik)
Syvkamp er en sportsgren bestående af 7 discipliner. Hvilke syv discipliner der indgår, varierer alt efter om konkurrencen udøves af herrer eller damer.
Pointudregningen er ens for begge udgaver. Udøveren scorer point i forhold til de konkrete resultater, og atleten med den højeste pointsum er vinder.

## Discipliner

### Damer
Kvinder har deltaget i syvkamp siden de tidlige 1980'ere, hvor disciplinen erstattede kvindernes femkamp. Konkret blev femkamp udvidet med spydkast og 200 meter løb.
Kvindernes udgave består af de følgende syv discipliner, hvoraf de fire første udføres på den første dag, og de tre resterende på andendagen af konkurrencen.
- 100 meter hækkeløb
- Højdespring
- Kuglestød
- 200 meter
- Længdespring
- Spydkast
- 800 meter

### Herrer
Den anden udgave udføres indendørs og normalt kun af mænd. Af de følgende syv discipliner udføres de første fire på dag 1 og de resterende tre på dag 2 af konkurrencen.
- 60 meter løb
- Længdespring
- Kuglestød
- Højdespring
- 60 meter hækkeløb
- Stangspring
- 1000 meter løb

| Atletik | Spire Denne artikel om atletik er en spire som bør udbygges. Du er velkommen til at hjælpe Wikipedia ved at udvide den. |